# Китайгородка
Китайгоро́дка — село в Україні, у Томаківській селищній громаді Нікопольського району Дніпропетровської області.
До 2016 року орган місцевого самоврядування — Китайгородська сільська рада. Населення — 525 мешканців.

## Географія

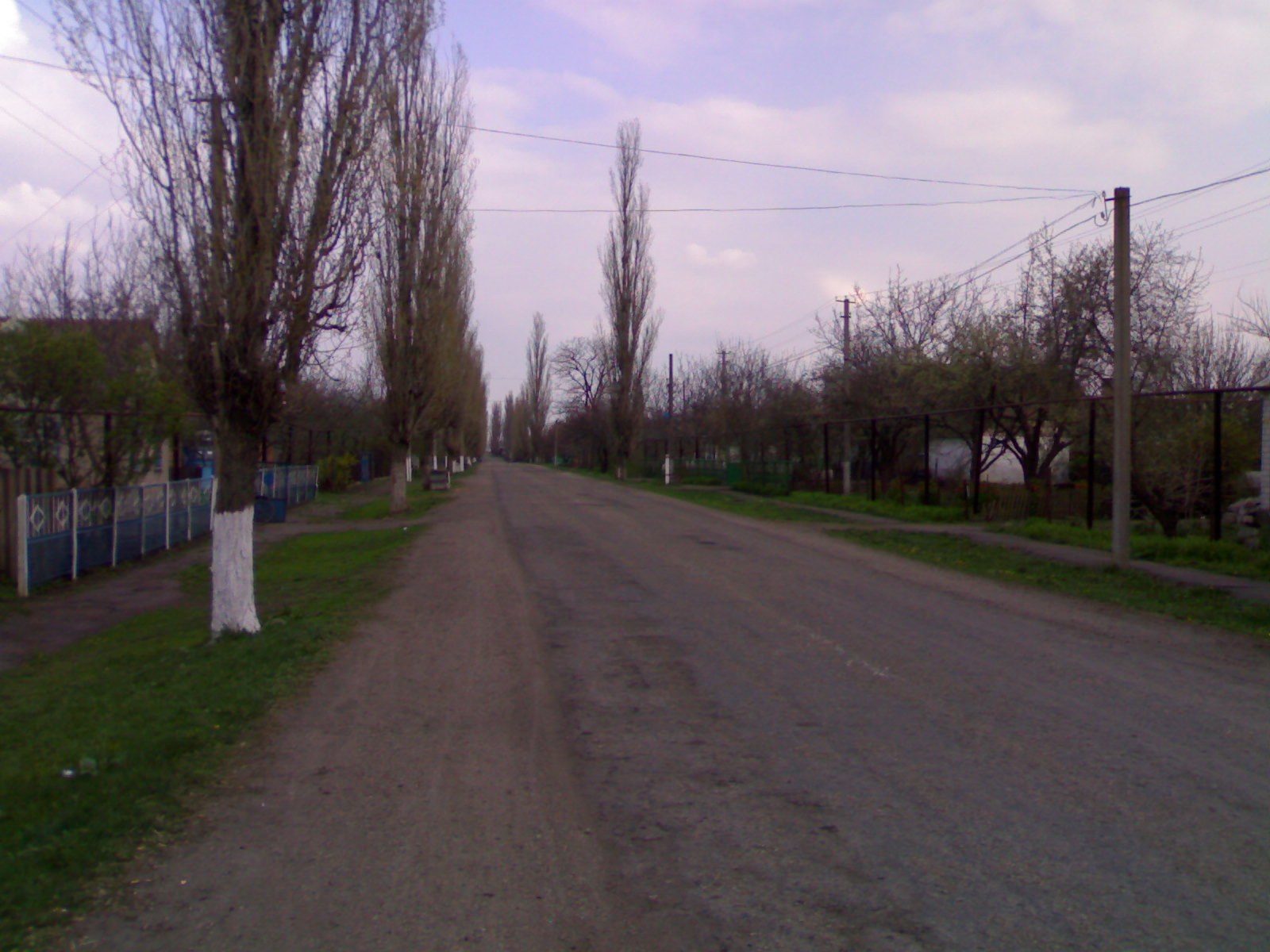
Вулиця Центральна

У селі бере початок Балка Сурська, ліва притока річки Комишувата Сура. На відстані 4 км від села Зелений Клин. Поруч проходить автомобільна дорога Р73.

## Історія
Невеличке степове село у Кодацькій паланці Запорозької Січі виникло у кінці XVII ст.-на початку XVIII ст. як чумацький зимівник по дорозі, відомій під назвою Муравський шлях, по якій чумаки везли з Таврії та Криму навантажені вози з сіллю, вином, солоною рибою. Спочатку у ньому було кілька хатин.
За повалення влади Запорозької Січі царська влада наділила землею, що знаходилась навколо чумацького поселення, капітана Лося, який відбув службу у царському війську. За прізвищем Лося власника хутора, невеличке село стало називатися Лосівкою.
В період столипінської реформи сюди переселили людей із селища Китайгород, колишньої Полтавської губернії (тепер це селище знаходиться в Царичанському районі Дніпропетровської області).
Переселенці (10 сімей) принесли нову назву села — Китайгородка. В 1863 році село вже налічувало 45 дворів з кількістю жителів: чоловіків — 155, жінок — 145.
Китайгородці брали участь у першій революції 1905 — 1907 рр. та в Жовтневому перевороті.
Після 1917 року Андрій Семенович Оплатенко організовує в селі вибори до першої сільської Ради робітничих і солдатських депутатів. Головою цієї Ради було одностайно обрано Андрія Оплатенка. Рада займається розподілом поміщицького майна панів Фрея і Гаркушевської.
У селі організовується кінний більшовицький партизанський загін з 42 зкитайгородців. Очолює загін брат Андрія Оплатенка — Яків.
Після звільнення села від більшовиків було заарештовано всіх членів ради та вбито його голову. З боку більшовиків, під час війни, загинуло 27 селян. Після утворення на території села колгоспів, один з них було названо «ім. двадцяти семи», а інший «Червоний партизан».
Після війни обидва колгоспи, які знаходились на території сільської ради («Червоний партизан», «ім. двадцяти семи»), були учасниками Всесоюзної сільськогосподарської виставки в Москві і 7 колгоспників одержали медалі її учасників.
Коли почалася Німецько-радянська війна, 185 односельчан пішли на фронт, 145 із них — не повернулися. Безсмертною славою вкрили себе китайгородці. Так, Степан Костянтинович Ляпота був удостоєний звання Героя Радянського Союзу. Рота, якою командував лейтенант Ляпота, 17 годин поспіль утримувала плацдарм на підступах до Запоріжжя; особисто він знищив 2 танки, 2 самохідні гармати та близько 40-а гітлерівців, а сам поліг смертю героя.
Про мужність і героїзм 19-річної дівчини Зої Короткової в селі знає кожен. Поле Зої Короткової в селі Китайгородка названо на честь медсестри 224 дивізії, яка була захоплена в полон нацистами. Німецькі головорізи так і не змогли розв'язати дівчині язика. Тоді вони викололи їй очі, відрізали ніс, вуха, відшматували губи, а на спині вирізали п'ятипроменеву зірку. В довершення всього — повісили на дереві на колючому дроті.

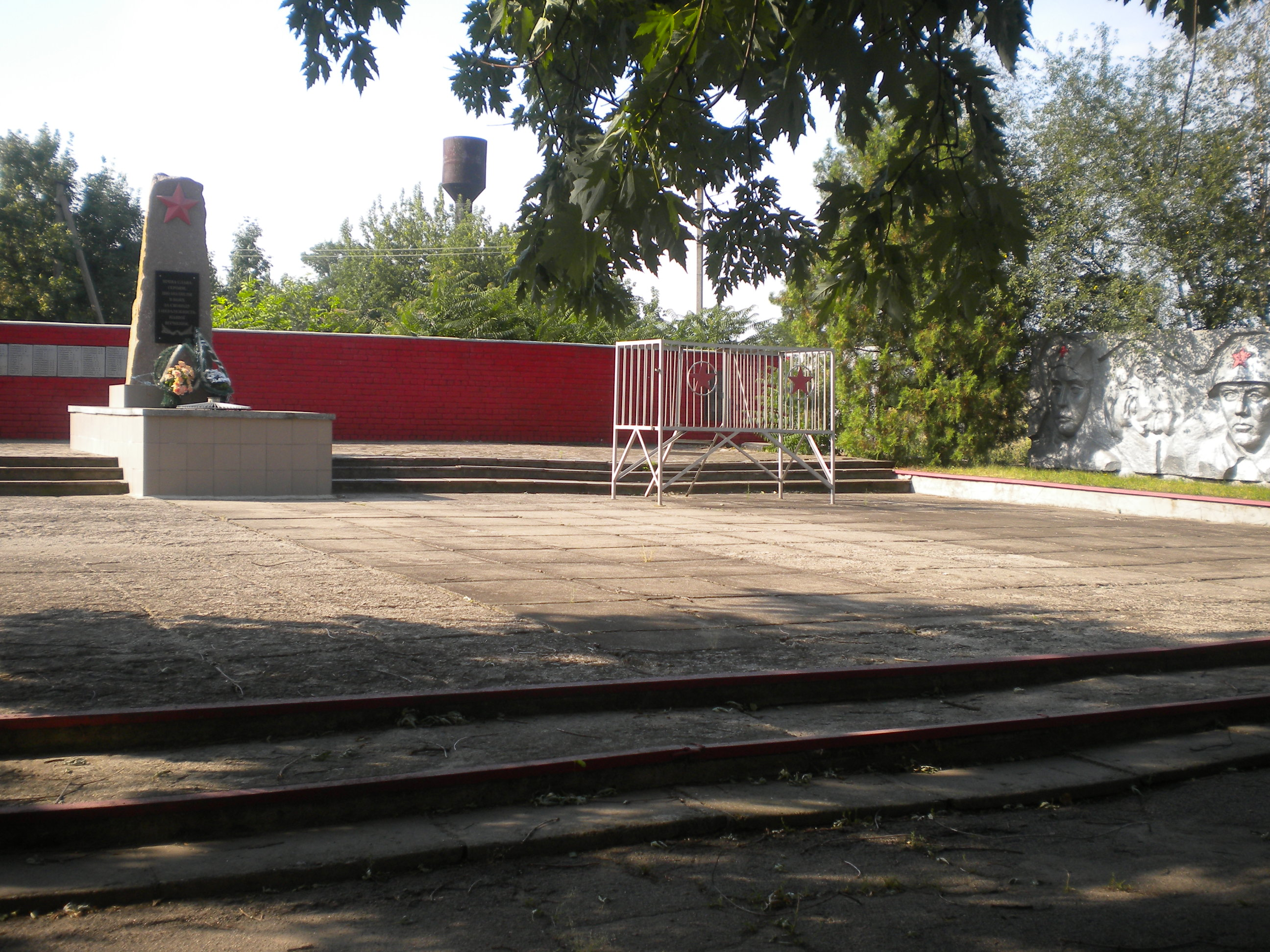
Обеліск слави

Свято шанують китайгородці пам'ять про загиблих. Спочатку в школі було створено музей бойової слави, де під керівництвом учителя — Вітик Ольги Михайлівни, стараннями учителів і учнів школи, було зібрано документи, фотографії, особисті речі загиблих, спогади про героїчні подвиги нашого народу. Зараз для музею відведено спеціальне приміщення і він знаходиться в адміністративній споруді ТОВ «Світанок». Серед зібраного матеріалу є і речі Зої Короткової, які, при відвідуванні музею, нагадують жителям села про її героїчний подвиг.
На честь героїв, що полягли в боях за визволення Китайгородки, у центрі села на братській могилі у 1947 році встановлено пам'ятник, а у 1982 році на його місці споруджено новий обеліск Слави. Тут же на стелах викарбувані імена воїнів-односельців, що загинули в боях з нацизмом в роки Другої Світової війни. У 2009 році знову було проведено реконструкцію обеліска Слави, він отримав новий зовнішній вигляд, а з ним і нове життя.
За УРСР на території Китайгородки була розміщена центральна садиба колгоспу «Червоний партизан», за яким було закріплено 4929 га сільськогосподарських угідь, у тому числі 4533 га орних земель. У господарстві вирощували зернові культури. Тваринництво — м'ясо-молочного напрямку. З 1976 року колгосп — спеціалізоване господарство з виробництва вовни.
Після здобуття Україною незалежності та реформації сільського господарства в 2000 році було створено нові агроформування на території Китайгородської сільської ради: ТОВ «Світанок», фермерське господарство «Істок -С», ПСП «Фортуна — Агро», ПСП «Відродження», ПП «Данильченко В. І.» та інші господарства.

## Сьогодення

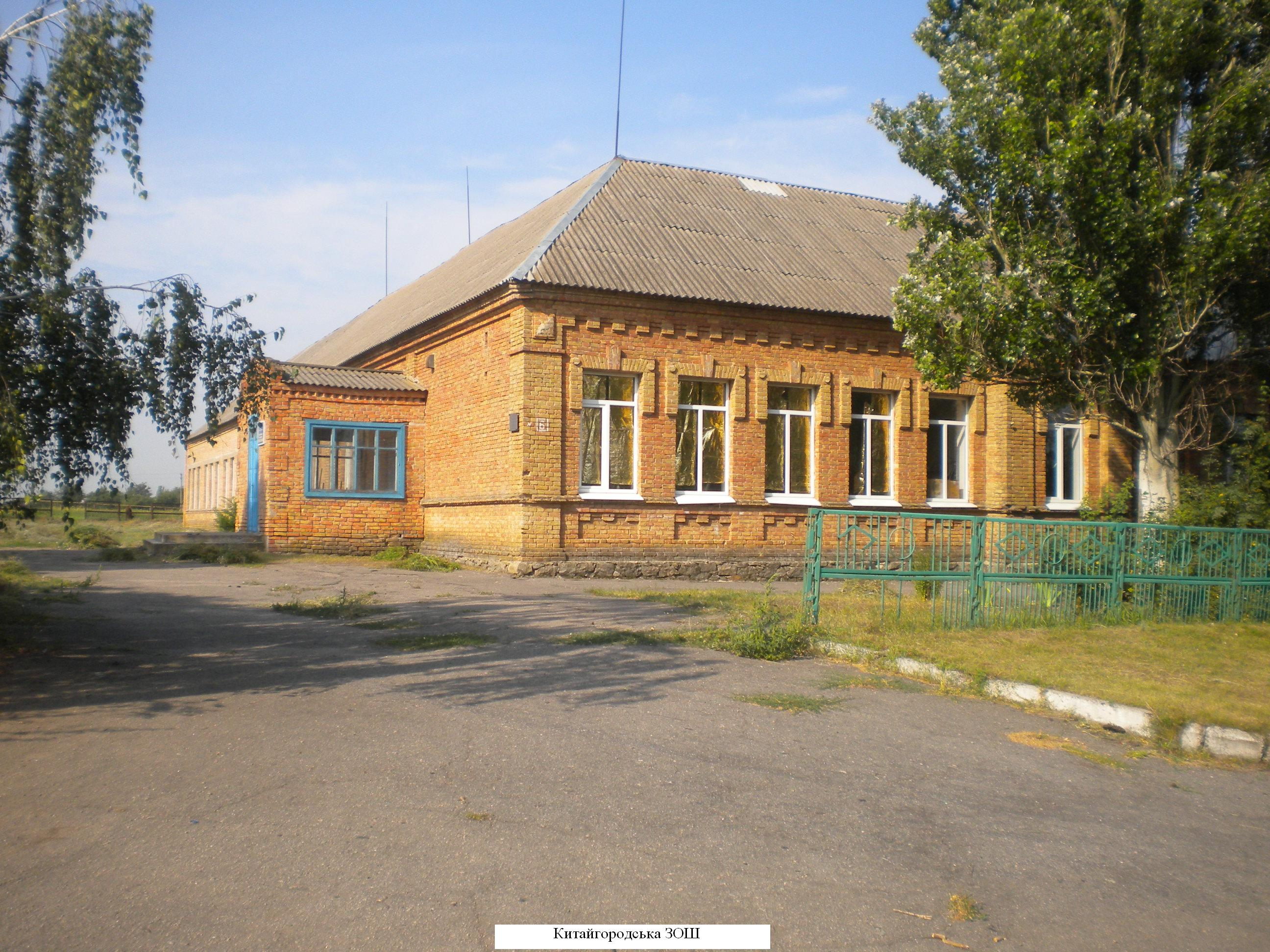
Китайгородська школа

В центрі сільської ради працює середня школа, будинок культури із залом на 150 місць, бібліотека з фондом 6464 книги, дитсадок на 90 місць, фельдшерський пункт, приймальний пункт побутового обслуговування, відділення зв'язку, магазин, їдальня. 

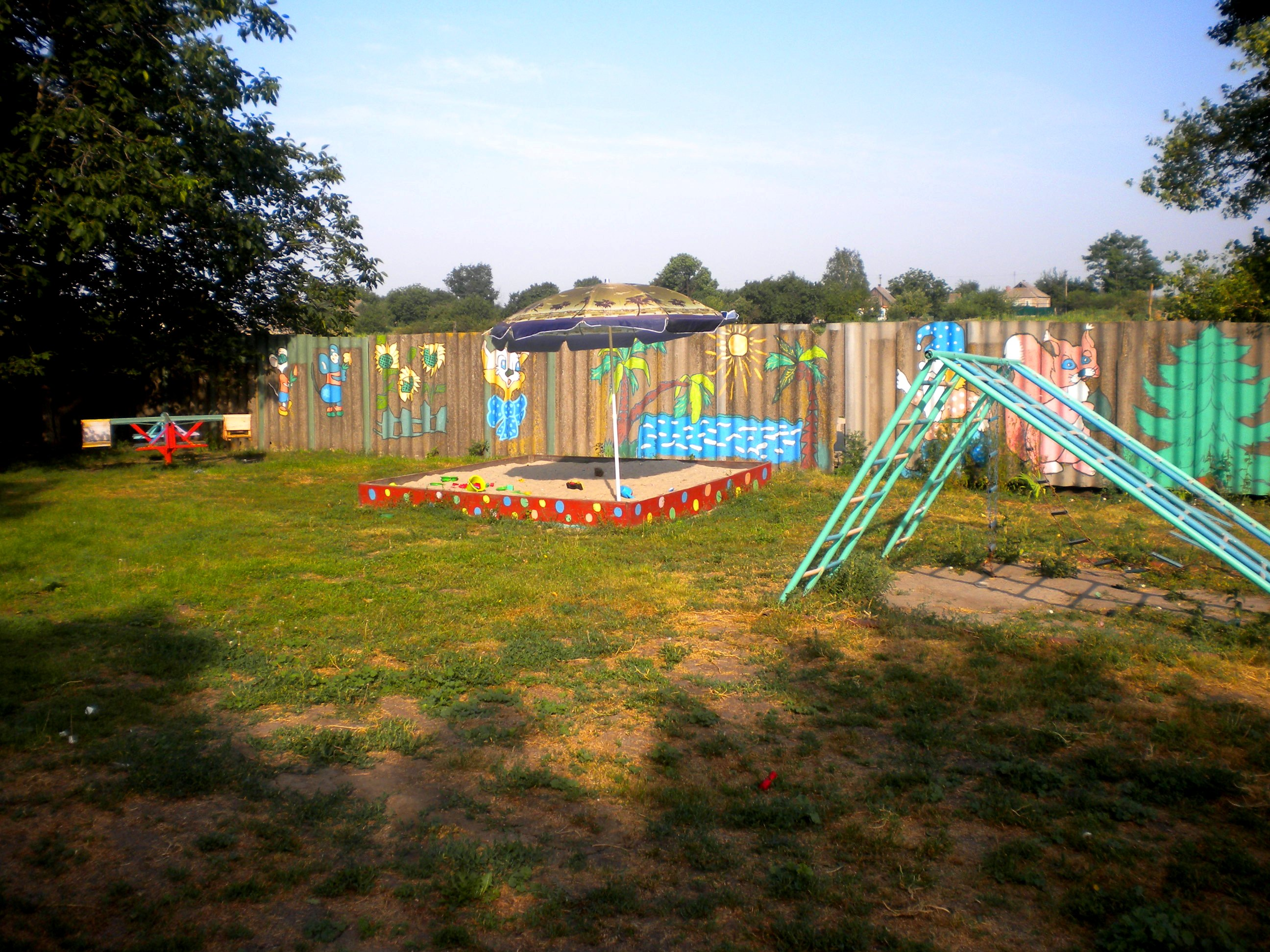
Дитячий садок «Пролісок»

Китайгородська сільська округа є самостійною адміністративно-територіальною одиницею у складі Томаківського району Дніпропетровської області. До неї входять два населених пункти: село Китайгородка та село Зелений Клин. Адміністративним центром округи є с. Китайгородка, яке розташоване в північно-західній частині Томаківського району. До найближчої залізничної станції Мирова Придніпровської залізниці відстань 30 км, до райцентру смт. Томаківка — 22 км, а до автомагістралі Нікополь — Дніпропетровськ — 3 км.
Чисельність дворів по окрузі — 218, з них в селі Китайгородка — 174 двора, а в селі Зелений Клин — 44 двора. Чисельність населення в окрузі — 635 чоловік, з них в с. Китайгородка — 525 чол. та в с. Зелений Клин — 120 чол. Саме село Зелений Клин знаходиться за 7 км на південь від адміністративного центру округи.
У географічному відношенні Китайгородська сільська округа знаходиться в степовій зоні південних низин Придніпровської височини. Рослинність представлена сухостійними вузьколистими злаками, невеликими чагарниками шипшини і терна, рідко зустрічаються байрачні переліски та невеликі дубові гаї.
Основні землі зорані: вводяться польові захисні лісові смуги. Географічно землі сільської округи знаходяться на лісовій акумулятивній рівнині, сформованій на Українському кристалічному масиві. Рельєф голово-хвилястий розділений вершиною Сурської балки з якої бере початок річка Камишувата Сура. На вершині, у центрі села Китайгородка балка розгалужується на південно-східний і південно-західний напрямок.
Клімат округи помірно-континентальний. Літо жарке, з суховіями. Середньорічна температура повітря 8,8 °C; середня температура липня 22 °C, січня — 5 °C. Середня глибина промерзання ґрунту 35 см, максимальна 86 см. Основні напрямки вітру літом південно-східні, зимою північно-східні та східні. Ґрунтовий покров представлений чорноземом звичайним, мало гумусним, пороховажкосуглинястого механічного складу.
- Всього сільська округа налічує: всього земель — 6108,9 га
- ріллі — 5119,2 га
- проведено розпаювання — 5005,8 га
- багаторічні насадження — 11,5 га
- пасовища — 215,2 га
- толоки — 146,8 га
- ділянки під забудовою — 45,35 га
- особисті селянські господарства — 106,16 га
- під водою — 19,6 га
- землі історико-культурних цінностей — 2,1 га
- рекреаційного призначення — 13,9 га
- господарські двори — 89,3 га
- шляхи — 2,51 га
- ліси — 16,1 га
- болота — 53,1 га.

Прізвища голів Китайгородської сільської Ради, які обиралися на цю посаду .
1. Опалатенко Андрій Семенович — 1918
2. Бабіченко Єпіфан Прокопійович — в роки війни
3. Селявин Григорій Дмитрович—1959-1964
4. Опалатенко Микола Петрович—1965-1968
5. Селявина Олена Павлівна — 1969—1975
6. Ляпота Микола Йосипович—1976-1979
7. Семененко Людмила Григорівна — 1980—1986
8. Телюк Олександра Сергіївна — 1986—1990
9. Ляпота Микола Йосипович — 1990
10. Опалатенко Анатолій Гаврилович—1991
11. Балик Таїсія Віталіївна—1992-1994
12. Телюк Олександра Сергіївна—1994-2002
13. Опалатенко Тетяна Володимирівна—2002-2005-2010
14. Баглай Наталя Михайлівна — 2015—2020

 Прізвища голів колгоспу.
1. Селявин Григорій Дмитрович — 1950—1959
2. Дузенко Яків Петрович
3. Попік Віктор Савелійович — 1962—1975
4. Малюга Григорій Філіпович — липень 1975 — 1978
5. Слюдєєв Віктор Іванович — березень 1978 −1983
6. Семененко Григорій Степанович — 1983 — 2000.

## Населення

### Мова
Розподіл населення за рідною мовою за даними перепису 2001 року:
| Мова            | Кількість | Відсоток |
| --------------- | --------- | -------- |
| українська      | 590       | 96.41%   |
| російська       | 18        | 2.94%    |
| інші/не вказали | 4         | 0.65%    |
| Усього          | 612       | 100%     |

## Економіка
На даний час на території Китайгородської сільської ради працюють такі с/г підприємства:
- ТОВ «Світанок» — Семененко Г. С.
- ФГ « Істок -С» — Семененко С.Г
- ФГ « Фортуна — Агро» — Стеблюк А. В.
- ПСП «Відродження» — Гришкін А. В.
- ПП Гіюк М. — Гіюк М.